# Troianka, Holovanivsk
Troianka (în ucraineană Троянка) este o comună în raionul Holovanivsk, regiunea Kirovohrad, Ucraina, formată numai din satul de reședință.

## Demografie
Componența lingvistică a comunei Troianka
     Ucraineană (96,97%)
     Rusă (2,62%)
     Alte limbi (0,42%)
Conform recensământului din 2001, majoritatea populației comunei Troianka era vorbitoare de ucraineană (96,97%), existând în minoritate și vorbitori de rusă (2,62%).